# An Ấp
An Ấp là một xã thuộc huyện Quỳnh Phụ, tỉnh Thái Bình, Việt Nam.
Xã An Ấp có diện tích 5,77 km², dân số năm 1999 là 5.551 người, mật độ dân số đạt 960 người/km².

## Phân chia hành chính
Xã An Ấp bao gồm 5 thôn An Ấp, Cam Mỹ, Xuân Lai, Đông Thành và Thượng Phúc.

## Đền Cam Mỹ
Đền làng Cam Mỹ thờ nhị vị tướng quân thời Đinh có tên húy: Hùng Công và Dũng Công. Đây là 2 vị tướng có nhiều công lao theo giúp Đinh Bộ Lĩnh đánh dẹp 12 sứ quân và có công lập làng Cam Mỹ, xã An Ấp, Quỳnh Phụ, Thái Bình.